# Сейви
Сейви (пол. Sejwy) — село в Польщі, у гміні Пунськ Сейненського повіту Підляського воєводства.
Населення — 72 особи (2011).
У 1975-1998 роках село належало до Сувальського воєводства.

## Демографія
Демографічна структура станом на 31 березня 2011 року:
|          | Загалом | Допрацездатний вік | Працездатний вік | Постпрацездатний вік |
| -------- | ------- | ------------------ | ---------------- | -------------------- |
| Чоловіки | 38      | 6                  | 24               | 8                    |
| Жінки    | 34      | 3                  | 20               | 11                   |
| Разом    | 72      | 9                  | 44               | 19                   |